# 柳川美空
柳川美空（やながわ みくう、2006年頃 - ）は、日本の女子陸上選手。2020年、棒高跳びの中学最高記録を樹立。

## 経歴
2012年4月1日、前橋市立荒牧小学校入学。4年生のとき棒高跳びを始める。当時、群馬県が行っていたスーパーキッズプロジェクトという事業に目を付けた父が半ば無理やり行かせたのだが、本人は「行ってみたら楽しくて、今に至」る。
練習場所は北群馬郡吉岡町漆原のベル・ドームなど。ベル・ドームで知り合った今井葉月とは今でも良き友人でライバル。
2016年9月3日、城沼総合体育館（館林市つつじ町）で開催された館林市民秋季大会レスリング競技会の「5-6年30キロ級」で優勝。
2017年10月28日、正田醤油スタジアム群馬（a.k.a群馬県立敷島公園陸上競技場、前橋市敷島町）で開催された第46回群馬県小学校陸上教室記録会の「女子50メートルハードル」で第17位（記録：8.83）。
2018年4月1日、前橋市立南橘中学校入学。1年生のとき室内で3m50を記録。
2019年9月22日、前橋総合運動公園陸上競技場（前橋市荒口町）で開催された前橋市民スポーツ祭陸上競技大会兼前橋市中学校秋季陸上競技大会の「女子2年100メートル」で第3位（記録：13.14）。「女子400メートルリレー」で第4位（記録：54.61）。チームメイトは上原玲愛(1年)、青木優依奈(2年)、篠原柚月(2年)。
2020年10月1日、デンカビッグスワンスタジアム (a.k.a新潟スタジアム、新潟市中央区清五郎)で開催された第104回日本陸上競技選手権大会に、男女・全種目を通じて唯一の中学生として出場。3メートル90の中学最高記録をマーク、第6位入賞。『広報まえばし』の取材に対し、自らのの強みについて「飛ぶ前の助走。部活動で100メートルもやっていて短距離走には自信がある」と述べる。また、「（飛んだ後の）空中での技術についてはまだまだ。その練習を頑張っている。メンタルが大事なのでプラス思考を心掛けている」とのこと。
2021年4月1日、前橋育英高等学校入学。4月25日、神戸市の神戸総合運動公園ユニバー記念陸上競技場で開催された日本グランプリシリーズ神戸大会・第69回兵庫リレーカーニバルの「女子棒高跳決勝」で全国4位。記録:3m83（高校1年生としては歴代4位）。5月2日、日本棒高跳室内選手権で記録:4m00（高1では2人目）。6月18日、川崎市の等々力陸上競技場で開催された北関東高校陸上（7月28日から8月1日まで福井県で開催されるインターハイ地区予選）の「北関東地区の女子棒高跳び」で優勝。記録:4m00（高校歴代5位タイ、高1最高記録）。この年、JOCジュニアオリンピックカップ 第52回U16陸上競技大会の「女子棒高跳」で自己ベスト・大会新の4メートル01をマーク、優勝。U18(併設のU16含む)はカテゴリーをまたいでの連覇である（後述）。
2022年3月12日に行われた第105回日本陸上競技選手権大会の「U20女子棒高跳」決勝で3m90をマーク、準優勝。優勝は4m00を出した村田蒼空（前橋女子高等学校）。8月、鳴門・大塚スポーツパークポカリスエットスタジアムで行われた令和4年度 全国高等学校総合体育大会の「女子棒高跳」で3メートル85をマーク、第5位。この後左足の甲を疲労骨折。9月中旬には回復。10月21日に愛媛県総合運動公園陸上競技場で行われたJOCジュニアオリンピックカップ 第16回U18陸上競技大会の「女子棒高跳」で3ｍ90をマーク、優勝。準優勝は同じチームに所属する今井葉月（樹徳高等学校）。
2023年8月5日、令和5年度全国高等学校総合体育大会の「女子棒高跳び」で3m90をマーク、優勝する。8月14日、白波スタジアム（鹿児島市与次郎）で行われた特別国民体育大会「燃ゆる感動かごしま国体」の「成年女子棒高跳び」で準優勝。記録:4m10。、

### その他
- 育英大学レスリング部監督の柳川美麿は、父である[16]。小学生時代、父がレスリングをやっていたがその練習に参加。その頃身に着けた筋力やスポーツに対する姿勢は今の競技に活きている（本人による）[4]。なお、本人は「レスリングは戦うのが痛くて嫌だった」という理由で中学以降は陸上に専念している。これについて父は「記録にこだわらず、お前の好きにやれ」とエールを送っている（佐々木想の取材による）[16]。
- 女子棒高跳の中学記録であるが、2020年11月現在の歴代第2位は2008年3月31日に浜松市立天竜中学校2年生の小田嶋怜美によってマークされた3メートル71である[10]。
- 高校卒業後はアメリカへの留学を希望している[18]。
- 休みの日は今井葉月とディズニーランドに行くなどして過ごしている[18]。